# U19-Unihockey-Weltmeisterschaft der Frauen 2018/Qualifikation
Zur 8. Unihockey-Weltmeisterschaft der U19-Frauen 2018 wurde ein Qualifikationsturnier in Linz ausgetragen. Österreich, Russland, Italien und die Niederlande können sich für die verbleibenden zwei Plätze in der B-Division qualifizieren.

## Europa
Die Qualifikation für die B-Division fand zwischen dem 8. und 10. September 2017 statt.
| Platz | Land        | Sp | S | U | N | +  | -  | Pkt |
| ----- | ----------- | -- | - | - | - | -- | -- | --- |
| 1.    | Russland    | 3  | 3 | 0 | 0 | 38 | 10 | 6   |
| 2.    | Österreich  | 3  | 2 | 0 | 1 | 12 | 16 | 4   |
| 3.    | Niederlande | 3  | 1 | 0 | 2 | 16 | 12 | 2   |
| 4.    | Italien     | 3  | 0 | 0 | 3 | 5  | 33 | 0   |

| 8. September 2017 14:30 Uhr |  | Italien | 1:10 (1:3, 0:3, 0:4) Spielbericht | Niederlande | solarCity, Linz Zuschauer: 85 |

| 8. September 2017 19:00 Uhr |  | Österreich | 4:12 (2:4, 1:5, 1:3) Spielbericht | Russland | solarCity, Linz Zuschauer: 177 |

| 9. September 2017 16:00 Uhr |  | Russland | 8:4 (2:1, 3:1, 3:2) Spielbericht | Niederlande | solarCity, Linz Zuschauer: 116 |

| 9. September 2017 19:00 Uhr |  | Österreich | 5:2 (3:1, 1:1, 1:0) Spielbericht | Italien | solarCity, Linz Zuschauer: 95 |

| 10. September 2017 09:15 Uhr |  | Russland | 18:2 (9:1, 3:1, 6:0) Spielbericht | Italien | solarCity, Linz Zuschauer: 48 |

| 10. September 2017 12:00 Uhr |  | Niederlande | 2:3 (0:0, 1:3, 1:0) Spielbericht | Österreich | solarCity, Linz Zuschauer: 175 |